# Brutal Begude
Brutal Begude este o formație franceză fondată în 1995 la Marsilia.

## Membri
- Paul Scholes - voce, chitară (1995-1997, 2003-2007, 2013-)
- Luca Toni - voce )1995-1997, 2003-2007, 2013-)
- Svart - baterie

## Discografie
- 2005 - "Radikal Musik"
- 2006 - "Forever Ours"